# Лобода Вадим Михайлович
Вади́м Миха́йлович Лобода́ (3 вересня 1983 — 12 вересня 2014) — солдат Збройних сил України, учасник російсько-української війни.

## Життєвий шлях
Народився 1993 року в місті Чернігів. Закінчив Чернігівську ЗОШ № 14, 2001 року — Чернігівський професійний будівельний ліцей № 18, спеціальність — електромонтажник.
Призваний до Збройних сил України у квітні 2014-го, за станом здоров'я Вадима мали комісувати, однак потрапив у зону бойових дій, перебував на війні 4 місяці. Солдат 13-го батальйону територіальної оборони «Чернігів-1».
Загинув під час так званого «перемир'я»; дані про смерть різняться — російські терористи обстріляли Станицю Луганську, де були позиції 13-го батальйону «Чернігів-1». За даними з «Книги пам'яті», загинув 12 вересня внаслідок підриву на фугасі автомобіля поблизу села Городище, Біловодський район.
Без Вадима лишився батько, який на той час уже поховав дружину й одного сина, Вадим був одним із двох братів.
Похований у Чернігові на кладовищі «Яцево».

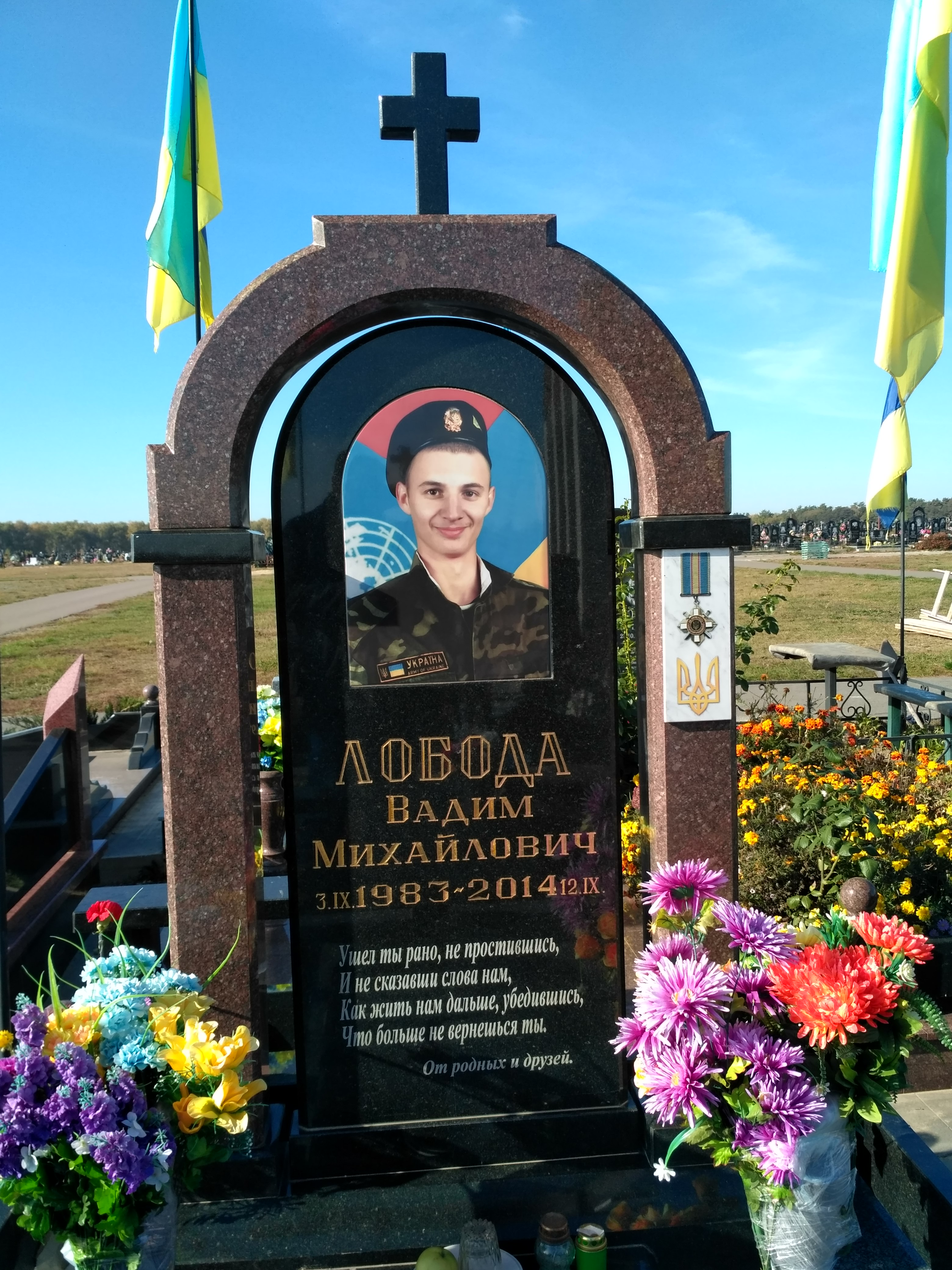
Могила Вадима Лободи. Кладовище Яцево. Жовтень 2018

## Нагороди та вшанування
За особисту мужність і героїзм, виявлені у захисті державного суверенітету та територіальної цілісності України, вірність військовій присязі під час російсько-української війни, відзначений — нагороджений
- 1 березня 2016 року — орденом «За мужність» III ступеня (посмертно)[1]
- 22 листопада 2016 року на будівлі загальноосвітньої школи № 14 міста Чернігова урочисто відкрили пам'ятну меморіальну дошку Дмитру Полегеньку та Вадиму Лободі
- 30 листопада 2021 року — Почесна відзнака Чернігівської обласної ради «За мужність і вірність Україні»[2].
- Його портрет розміщений на меморіалі «Стіна пам'яті полеглих за Україну» у Києві: секція 4, ряд 4, місце 27